# Cel en el cristianisme
En el cristianisme, el cel és tradicionalment la ubicació del tron de Déu i els àngels de Déu, i en la majoria de les formes de cristianisme és la residència dels morts justos en el més enllà. En algunes confessions cristianes s'entén com una etapa temporal abans de la resurrecció dels morts i el retorn dels sants a la Terra Nova.
Al Llibre dels Fets, Jesús ressuscitat puja al Cel on, tal com diu el Credo de Nicea, ara s'asseu a la dreta de Déu i tornarà a la terra en la Segona Vinguda. Segons l'ensenyament de l'Església catòlica, l'Església Ortodoxa i les Esglésies ortodoxes orientals, es diu que Maria, mare de Jesús, va pujar al cel sense la corrupció del seu cos terrenal; és venerada com a Reina del Cel.
Al Nou Testament, es troben conceptes sobre l'escatologia cristiana, el futur "regne del cel" i la resurrecció dels morts, especialment al llibre de l'Apocalipsi i a 1 Corintis 15.